# 12 мужчин
«12 мужчин» (англ. Twelve Men) — сборник рассказов американского писателя и общественного деятеля Теодора Драйзера, посвящённый отдельным личностям, которые, как считается, повлияли на жизнь автора. Написан в период с 1900 по 1918 годы. Окончательно издан в 1919 году.

## Список рассказов
| Название в оригинале (на англ.)         | Название на русском               | Завершён | Опубликован           |
| --------------------------------------- | --------------------------------- | -------- | --------------------- |
| «A True Patriarch»                      | «Настоящий Патриарх»              | 1900     | 1901, McClure’s       |
| «W. L. S.»                              | «У. Л. З.»                        | 1900     | 1901, Harper’s Weekly |
| «The Village Feudists»                  | Деревенские смертельные враги     | 1901     | Twelve Men            |
| «A Doer of the Word»                    | «Человек слова»                   | 1901     | 1902, Ainslee’s       |
| «A Mayor and His People»                | «Мэр и его избиратели»            | 1901     | 1902, Era             |
| «The Country Doctor»                    | «Деревенский доктор»              | 1902     | 1918, Harper’s        |
| «Scared Back to Nature»                 |                                   | 1903     | 1903, Harper’s        |
| «The Mighty Rourke»                     | «Могучий Рурк»                    | 1904     | 1911, McClure’s       |
| «Culhane, the Solid Man»                | «Калхейн, человек основательный»  | 1907     | Twelve Men            |
| «My Brother Paul»                       | «Мой брат Пол»                    | 1917     | Twelve Men            |
| «Peter»                                 | «Питер»                           | 1917     | Twelve Men            |
| «De Maupassant, Jr.»                    | «Мопассан-младший»                | 1918     | Twelve Men            |
| «„Vanity, Vanity“», Saith the Preacher" | «„Суета сует“, сказал Экклезиаст» | 1918     | Twelve Men            |

## История создания
«Двенадцать мужчин» — это биографические рассказы, написанные в период с 1900 по 1918 годы. Этот период является ключевым в жизни автора и в его творческой деятельности. «Двенадцать мужчин» позволили Драйзеру пересмотреть своё отношение к некоторым людям, которые повлияли на его развитие, личностное и творческое. Некоторые из рассказов были написаны ранее и были отобраны для сборника, некоторые были написаны позже специально для включения в сборник.
Каждый рассказ в отдельности представляет собой автобиографический очерк, портрет отдельной личности. Если же рассматривать произведения в целом, как сборник, то можно проследить историю жизни автора: отрочество в Индиане, работа репортёром в газете, писатель-фрилансер, рабочий на железнодорожной станции, редактор журнала.
В 1919 году книга «Двенадцать мужчин» вышла в свет, понравилась и читателям, и издателям и с тех пор продолжала издаваться.